# 瑞東寺
瑞東寺（ずいとうじ）は岐阜県関市山田にある聖観世音菩薩を本尊とする臨済宗妙心寺派の寺院で、山号は陽林山。中濃八十八ヶ所霊場13番札所である。
慶長年間初頭に陽林祖春が海岳浄印居士の助力により梅龍寺9世夬雲玄孚を開山として建立された。寛政5年（1793年）頃は平僧地であり、法事の際の負担が大きかったため村民が運動した結果、法地回復を果たした。